# European Sevens Championship 2005
El European Sevens Championship de 2005 fue la cuarta edición del campeonato de selecciones nacionales masculinas europeas de rugby 7.

## Fase de grupos

### Grupo A
| Equipo   | Encuentros | Encuentros | Encuentros | Encuentros | Tantos  | Tantos    | Tantos     | Puntos |
| Equipo   | jugados    | ganados    | empatados  | perdidos   | a favor | en contra | diferencia | Puntos |
| -------- | ---------- | ---------- | ---------- | ---------- | ------- | --------- | ---------- | ------ |
| Portugal | 5          | 4          | 1          | 0          | 173     | 19        | +154       | 14     |
| Italia   | 5          | 3          | 1          | 1          | 103     | 40        | +63        | 12     |
| España   | 5          | 3          | 0          | 2          | 94      | 66        | +28        | 11     |
| Alemania | 5          | 3          | 0          | 2          | 77      | 141       | –64        | 11     |
| Ucrania  | 5          | 1          | 0          | 4          | 57      | 92        | –35        | 7      |
| Croacia  | 5          | 0          | 0          | 5          | 7       | 153       | –146       | 5      |

### Grupo B
| Equipo   | Encuentros | Encuentros | Encuentros | Encuentros | Tantos  | Tantos    | Tantos     | Puntos |
| Equipo   | jugados    | ganados    | empatados  | perdidos   | a favor | en contra | diferencia | Puntos |
| -------- | ---------- | ---------- | ---------- | ---------- | ------- | --------- | ---------- | ------ |
| Rusia    | 5          | 5          | 0          | 0          | 147     | 47        | +100       | 15     |
| Francia  | 5          | 3          | 0          | 2          | 104     | 93        | +11        | 11     |
| Moldavia | 5          | 3          | 0          | 2          | 84      | 97        | -13        | 11     |
| Rumania  | 5          | 2          | 0          | 3          | 83      | 100       | –17        | 9      |
| Georgia  | 5          | 1          | 0          | 4          | 74      | 80        | –6         | 7      |
| Lituania | 5          | 1          | 0          | 4          | 39      | 114       | –75        | 7      |

## Fase Final

#### Copa de oro
|  | Semifinales | Semifinales | Semifinales |       |          | Copa         | Copa         | Copa         |  |
|  |             |             |             |       |          |              |              |              |  |
|  |             |             |             |       |          |              |              |              |  |
|  | Portugal    | Portugal    | 22          |       |          |              |              |              |  |
|  | Portugal    | Portugal    | 22          |       |          |              |              |              |  |
|  | Francia     | Francia     | 7           |       |          |              |              |              |  |
|  | Francia     | Francia     | 7           |       | Portugal | Portugal     | 28           |              |  |
|  |             |             |             |       | Portugal | Portugal     | 28           |              |  |
|  |             |             | Rusia       | Rusia | 26       |              |              |              |  |
|  | Rusia       | Rusia       | Rusia       | Rusia | 26       | 17           |              |              |  |
|  | Rusia       | Rusia       |             |       |          | 17           |              |              |  |
|  | Italia      | Italia      | 0           |       |          | Tercer lugar | Tercer lugar | Tercer lugar |  |
|  | Italia      | Italia      | 0           |       |          | Tercer lugar | Tercer lugar | Tercer lugar |  |
|  |             |             |             |       |          |              |              |              |  |
|  |             |             |             |       |          | Italia       | Italia       | 28           |  |
|  |             |             |             |       |          | Italia       | Italia       | 28           |  |
|  |             |             |             |       |          | Francia      | Francia      | 24           |  |
|  |             |             |             |       |          | Francia      | Francia      | 24           |  |
|  |             |             |             |       |          |              |              |              |  |

| Bandera de Portugal |
| Campeón Portugal    |
| Cuarto título       |